# 2 Dywizjon Artylerii Przeciwpancernej

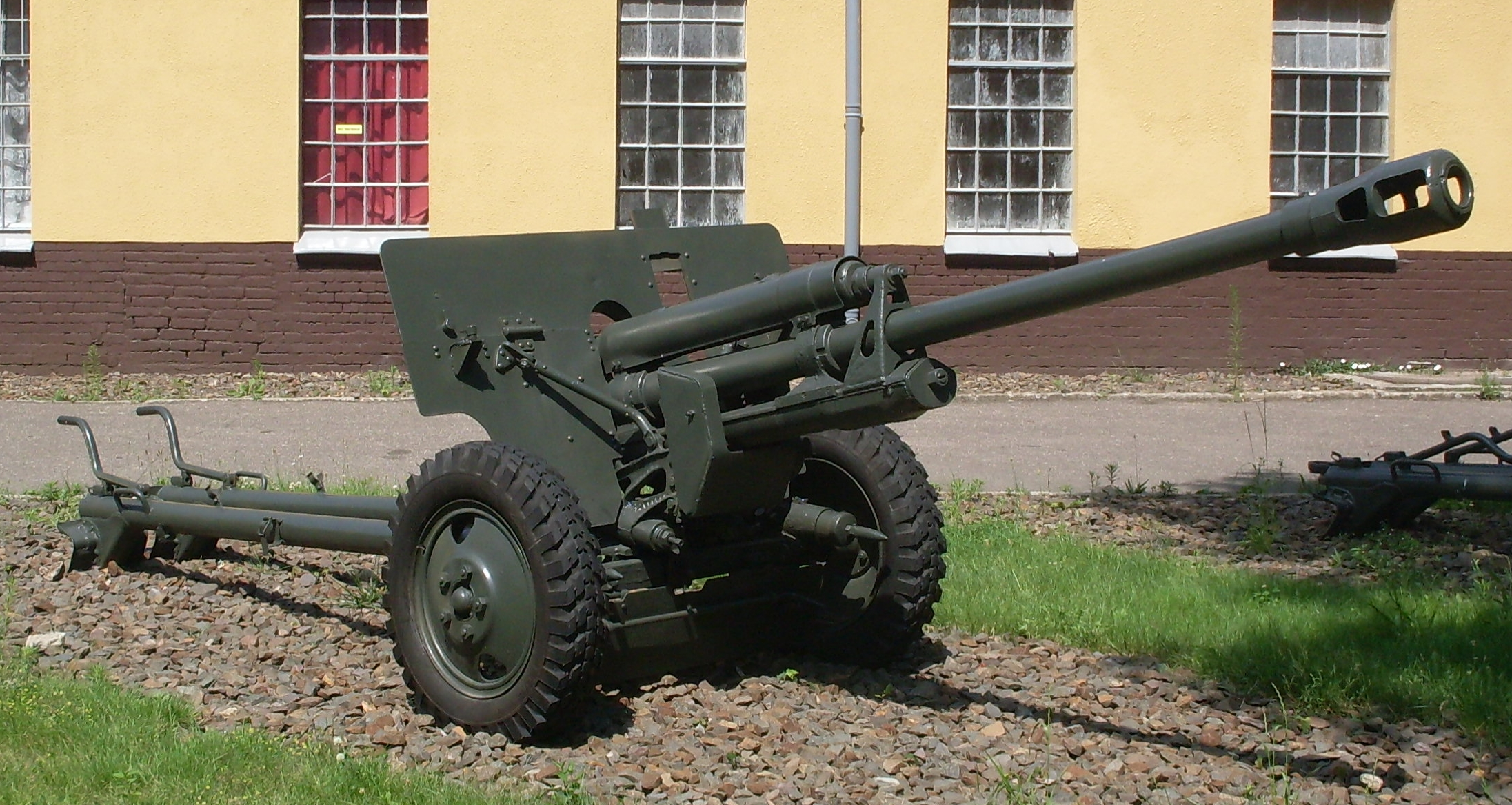
76 mm armata wz. 1942 (ZiS-3)

2 dywizjon artylerii przeciwpancernej (2 dappanc) – pododdział artylerii przeciwpancernej ludowego Wojska Polskiego.

## Formowanie i zmiany organizacyjne
Dywizjon został sformowany w obozie sieleckim, na podstawie rozkazu organizacyjnego Nr 1 dowódcy 1 Dywizji Piechoty im. Tadeusza Kościuszki jako 2 samodzielny dywizjon przeciwpancerny. Pododdział organizowany był według sowieckiego etatu Nr 04/504 samodzielnego niszczycielskiego dywizjonu przeciwpancernego (ros. отдельный истребительно-противотанковый дивизион). Zasadniczym uzbrojeniem dywizjonu było dwanaście 45 mm armat przeciwpancernych wz. 1942 i trzydzieści sześć rusznic przeciwpancernych PTRD i PTRS. 15 lipca 1943 roku, w rocznicę bitwy pod Grunwaldem, żołnierze złożyli uroczystą przysięgę. W sierpniu 1943 roku jednostka podporządkowana została dowódcy 2 Dywizji Piechoty im. Henryka Dąbrowskiego. W listopadzie dywizjon otrzymał numer poczty polowej 64062. 1 stycznia 1944 roku na ewidencji pododdziału było 239 żołnierzy (według etatu miało być 220), w tym: 26 (27) oficerów, 75 (85) podoficerów i 138 (108) szeregowców.
7 maja 1944 roku dowódca 1 Armii Polskiej w ZSRR rozkazem Nr 006/OU nakazał rozformować dywizjony przeciwpancerne w dywizjach piechoty, a w ich miejsce sformować samodzielne dywizjony artylerii samobieżnej dział SU-76 według etatu Nr 04/568. Faktycznie dywizjon rozformowany został do 9 czerwca 1943 roku. W jego miejsce, 5 czerwca 1944 roku, w skład 2 Dywizji Piechoty włączona została radziecka jednostka artylerii samobieżnej SU-76 i przemianowana na 2 dywizjon artylerii samochodowej. Kompania rusznic przeciwpancernych z rozformowanego dywizjonu pozostać miała w 2 DP. Pozostały skład osobowy jednostki przeniesiony został do organizującej się 4 Brygady Artylerii Przeciwpancernej.
We wrześniu 1945 roku na bazie rozformowanego 20 pułku artylerii przeciwpancernej po raz drugi w składzie 2 DP utworzony został 2 samodzielny dywizjon artylerii przeciwpancernej. Nowy pododdział organizowany był według etatu Nr 2/4.
Dywizjon stacjonował w garnizonie Radom. W czerwcu 1949 roku został dyslokowany do Szczecina i podporządkowany dowódcy 12 Dywizji Piechoty. W 1958 roku został przeformowany w 22 dywizjon rakiet taktycznych.

## Struktura organizacyjna według etatu Nr 2/79 z 1948
- Dowództwo
- sztab
- pluton dowodzenia
- trzy baterie armat przeciwpancernych
  - dwa plutony ogniowe po 2 działony

Razem 164 żołnierzy i 12 armat 76 mm ZiS-3

## Żołnierze dywizjonu
- Józef Dziadura
- Włodzimierz Muś